# البحر المعلوم

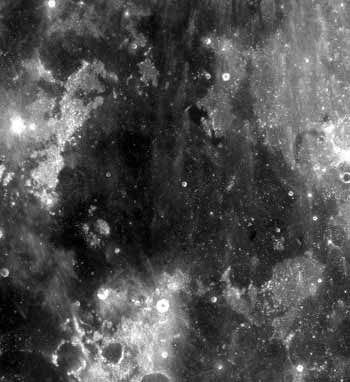
البحر المعلوم

البحر المعلوم (باللاتينية: Mare Cognitum) هو بحر قمري يقع في فوهة صدمية في محيط العواصف؛ وقد عرف بهذا الاسم في سنة 1964 عندما حط عليه المسبار رينجر 7 الذي تمكن من التقاط صور مقربة لسطح القمر..
نشأ حوض هذا البحر في الحقبة قبل النكتارية (الرحيقية)؛ أما أغلب الصخور البازلتية الموجودة فيه فتعود إلى إلى الحقبة الإمبيرية العليا Upper Imbrian.